# Louis Dufour (homme politique)
Louis Dufour est un homme politique français né à Beaumont-sur-Sarthe le 26 février 1765 et mort dans la même ville le 3 avril 1845.

## Biographie
Commissaire du directoire exécutif près l'administration de Beaumont-sur-Sarthe, il est élu député de la Sarthe au Conseil des Cinq-Cents le 25 germinal an VII.

## Sources
- « Louis Dufour (homme politique) », dans Adolphe Robert et Gaston Cougny, Dictionnaire des parlementaires français, Edgar Bourloton, 1889-1891 [détail de l’édition]